# Dysphania irrepleta
Dysphania irrepleta är en fjärilsart som beskrevs av Louis Beethoven Prout 1931. Dysphania irrepleta ingår i släktet Dysphania och familjen mätare. Inga underarter finns listade i Catalogue of Life.